# سینما فرهنگ (کرمانشاه)
سینما فرهنگ یک پردیس سینمایی است که در مجموعه فرهنگی ورزشی فرهنگ در شهرک کارمندان شهر کرمانشاه واقع شده و از بلوار طاق‌بستان قابل دسترسی است. این سینما دارای چهار سالن به ظرفیت‌های ۴۰۰ ،۱۲۵ ،۶۵ و ۷۰ نفر بوده و به بخش خصوصی تعلق دارد. مدیریت مجتمع بر عهده غلامرضا پیربابایی است.

## تاریخچه و توضیحات
سینما فرهنگ کرمانشاه از سال ۱۳۷۰ با یک سالن نمایش فیلم با نام سینما فرهنگ شروع به فعالیت نمود. این سینما پس از ورشکستگی عمومی و تعطیلی سینماهای کرمانشاه در سال ۱۳۸۷ و تا پیش از بازگشایی سینما آزادی، به مدت چهار سال تنها سینمای این شهر بود.
سالن پرشیا در سال ۱۳۹۲ مجداً فعال شد و در سال ۱۳۹۷ مورد بازسازی قرار گرفت. سالن پاسارگاد در سال ۱۳۹۳ ترمیم و در سال ۱۳۹۴ مورد بازسازی قرار گرفت. سالن پارس در سال ۱۳۹۵ طراحی و در همان سال فعال شد. سالن پرسپولیس در سال ۱۳۹۷ طراحی و در سال ۱۳۹۸ فعال شد.
سینما فرهنگ کرمانشاه در دهۀ ۹۰ اقدام به افزایش تعداد سالن‌های نمایش فیلم خود کرد. در همین راستا سالن شمارۀ ۲ در مرداد ۱۳۹۲، سالن شمارۀ ۳ در دی ۱۳۹۵
 و سالن شمارۀ ۴ سینما فرهنگ در مهر ۱۳۹۸ افتتاح شد.
در حال حاضر سینما فرهنگ یک پردیس سینمایی چهار‌سالنه و مجهز به سیستم پخش صدای دالبی و سیستم تصویری پروژکتور لیزری است.